# Robert de Melun
Robert de Melun (c.1100-27 de febrero de 1167) fue un prelado y teólogo cristiano que enseñó en Francia y fue más tarde obispo de Hereford en Inglaterra. Estudió con Pedro Abelardo en París antes de enseñar allí y posteriormente en Melun, de donde tomó el apelativo "de Melun". Entre sus alumnos estuvieron Juan de Salisbury, Roger de Worcester, Guillermo de Tiro, y posiblemente Tomás Becket. Roberto participó en el Concilio de Reims de 1148, que condenó las enseñanzas de Gilbert de la Porrée. Se conservan tres de sus obras teológicas, que muestran que era estrictamente ortodoxo.
Robert regresó a Inglaterra en 1160 y fue nombrado obispo de Hereford en 1163 por el rey Enrique II de Inglaterra, según parece influenciado por el papa Alejandro III y por Thomas Becket. Tras su consagración, Roberto se vio envuelto en la disputa entre Becket y el rey, durante la cual se puso generalmente del lado del rey. También sirvió como juez papal y real.

## Primeros años
Robert nació en Inglaterra, probablemente en torno al año 1100. No se sabe nada más de sus antecedentes familiares. Debía su nombre al lugar donde enseñaba, Melun en Francia. Robert estudió en París con Pedro Abelardo y Hugo de San Víctor. En 1137 sucedió a Abelardo como profesor en la escuela de Mont Ste-Geneviève. Juan de Salisbury y Guillermo de Tiro fueron algunos de sus alumnos en París. El primo del rey Enrique II de Inglaterra, Roger de Worcester, más tarde el Obispo de Worcester, fue otro de los alumnos de Robert. Probablemente también enseñó a Thomas Becket, más tarde Arzobispo de Canterbury, aunque esto no es seguro.
En 1142 Robert abandonó París y se trasladó a Melun para dirigir una escuela, pero regresó a París en 1147. Participó en la condena de Gilbert de la Porrée en el Concilio de Reims en 1148, trabajando con Pedro Lombardo para asegurar la retractación de De la Porrée. Tras la finalización de las deliberaciones del concilio se celebró un pequeño tribunal consistorial al que asistieron Bernardo de Claraval y el abad Suger de Saint Denis, junto con Roberto y Pedro. Este tribunal obligó a Porrée a repudiar sus opiniones sobre la Trinidad. Un colega suyo, Herbert de Bosham, describió a Robert como un gran maestro, que "enviaba desde sí mismo, como rayos de su luz, una gran y docta hueste de estudiantes."

## Nombramiento en Hereford

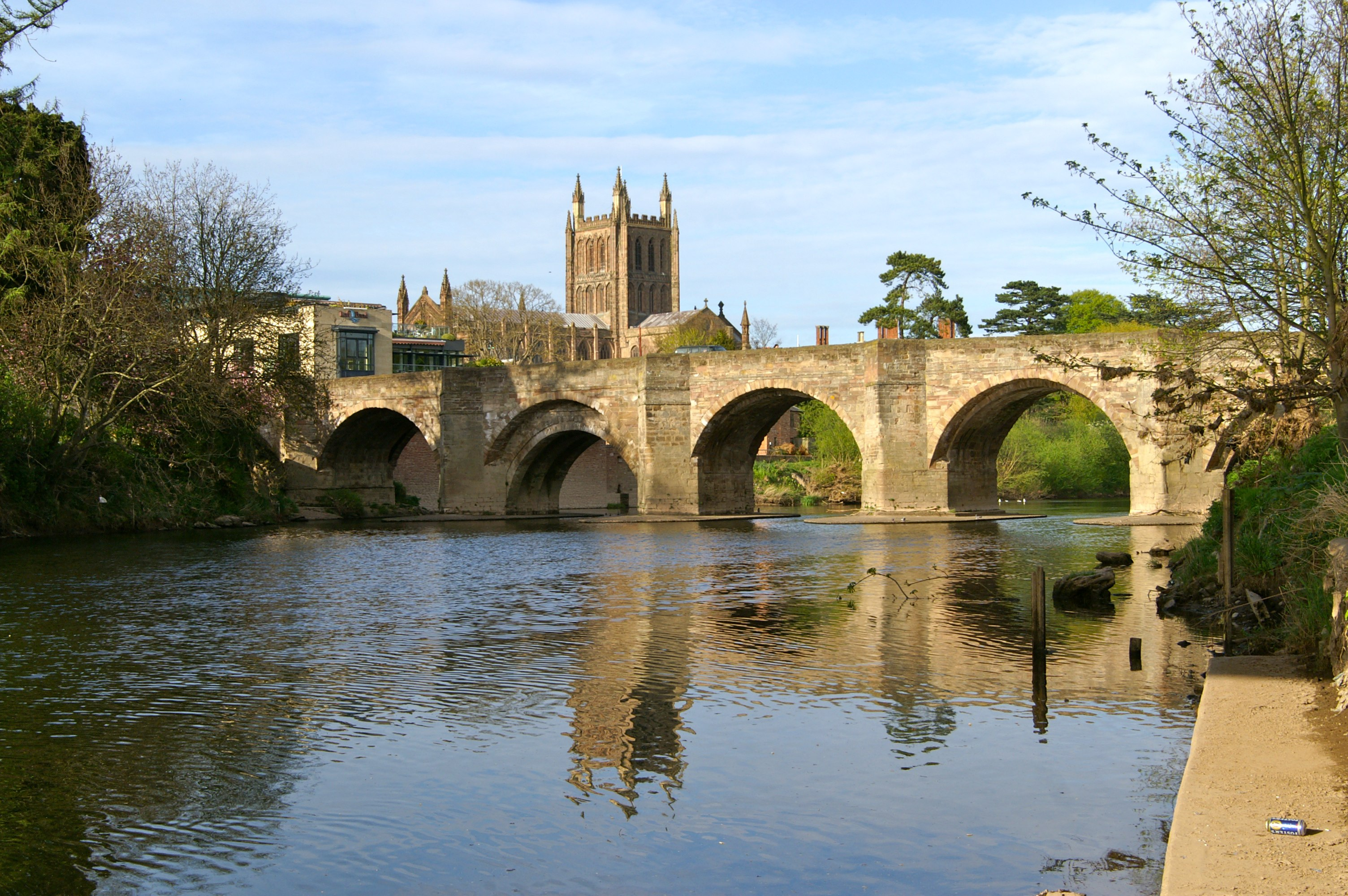
Catedral de Hereford, donde Robert de Melun ejerció como obispo entre 1163 y 1167.

Después de enseñar en París durante más de cuarenta años, Robert fue llamado a Inglaterra por el rey Enrique II en 1160, y fue nombrado obispo de Hereford en 1163. Fue consagrado en Canterbury el 22 de diciembre por el arzobispo Thomas Becket. Becket había sido prominente entre los que recomendaron a Robert para la vacante de Hereford; uno de los biógrafos posteriores de Becket dijo que Becket instó al rey a encontrar beneficios eclesiásticos para los ingleses que vivían en el extranjero. Hay algunas pruebas de que el Papa Alejandro III estuvo involucrado en la elección de Robert, ya que Becket en 1166 recordó a Robert y a Roger de Worcester que ambos debían sus episcopados a Alejandro.
Sobreviven pocas pruebas de las actividades de Robert durante su época de obispo, aunque se sabe que actuó como nuncio papal en 1165. De su época en Hereford se conservan cinco documentos, así como confirmaciones de donaciones de obispos anteriores al Priorato de Llanthony, que aumentó con otra concesión de diezmos. También actuó como juez real.

## Papel en la disputa de Becket
En 1163, el rey y el arzobispo de Canterbury, Thomas Becket, se vieron inmiscuidos en una agria polémica sobre los derechos del rey de Inglaterra en la iglesia inglesa. En un concilio celebrado en Westminster en octubre de 1163, el rey y Becket discutieron sobre la cuestión, y los obispos apoyaron a Becket contra el rey. Roberto se vio involucrado en el conflicto no sólo como obispo electo, sino como enviado papal, ya que acompañó al legado papal Philip de Aumone, un abad francés que el papa Alejandro había enviado para instar a Becket a no exacerbar la situación. Robert acudió con Philip de Aumone, probablemente porque se esperaba que pudiera influir en Becket.
Robert también estuvo presente en enero de 1164 cuando el rey convocó una asamblea de barones y obispos en Clarendon, donde el rey exigió que ambos grupos juraran defender los derechos reales del abuelo de Enrique, el rey Enrique I, sin reservas ni condiciones. Aunque al principio Becket intentó resistirse, finalmente se sometió, y luego obligó a los demás obispos a jurar también. En octubre de 1164, Becket fue acusado de negar la justicia a un vasallo real, juzgado en un consejo celebrado en Northampton, y fue declarado culpable aunque no acató la sentencia. Durante el juicio, Robert mediar entre el rey y Becket, persuadiendo a Becket de que no llevara su cruz arzobispal, símbolo de autoridad espiritual, delante de él cuando entrara en el tribunal, lo que habría sido un insulto para el rey. Poco después del juicio, Robert intercedió ante el rey para que no se hiciera ningún daño a Becket, que se exilió voluntariamente.
Al principio del exilio de Becket, Robert recibió una censura papal por no haber hecho más para apoyar a Becket. En el verano de 1165, Robert acompañó a Gilbert Foliot, el obispo de Londres, en una misión papal al rey Enrique, para transmitir al rey las quejas del papa Alejandro sobre el comportamiento del rey. El rey había estado impidiendo a sus súbditos visitar o apelar al papado, y Alejandro deseaba protestar por ello, así como por el trato que el rey daba a Becket. En 1166, Becket intentó convencer a Roberto de que cambiara de bando, escribiéndole en tono conciliador. Juan de Salisbury, partidario de Becket, convenció a dos académicos franceses para que escribieran a Roberto, criticándole por su hipocresía.
En octubre de 1166, Becket convocó a Robert y a Roger de Worcester a Francia, donde se había refugiado bajo la protección de Luis VII de Francia. Cuando informaron al rey de su intención de viajar, Enrique II les prohibió salir de Inglaterra. Sin embargo, intentaron escabullirse del país en febrero de 1167. Fueron apresados el 2 de febrero, y se les ordenó permanecer en Inglaterra no sólo en nombre del rey, sino también en el de Alejandro. Eventualmente Becket regresaría a Inglaterra en 1170, donde fue asesinado en el altar de Canterbury por seguidores del rey. 

## Teología
Robert de Melun fue un destacado y respetado teólogo, famoso por su ortodoxia. La teología de Robert está recogida en sus tres obras supervivientes, las Quaestiones de divina página, Quaestiones de epistolis Pauli, y las inacabadas Sententiae. La datación de las obras es problemática, pero parece que las dos primeras fueron compuestas entre 1145 y 1157. Las Sententiae fueron revisadas dos veces, probablemente durante las décadas de 1150 y 1160. Sus obras, especialmente las Sententiae, abarcan todo el tema de la teología y son estrictamente ortodoxas en la doctrina cristiana.
Las Sententiae de Robert de Melun, o Summa Theologica, eran muy conocidas en su época, y se han considerado una conexión clave en teología entre las obras de los propios maestros de Roberto y las obras de Pedro Lombardo. Roberto es el primer comentarista de San Pablo que dice que la resistencia a un tirano podría ser vindicada por la Biblia. Roberto también opinó que un rey podía ser excomulgado si las acciones reales perjudicaban a la iglesia. Roberto utilizó las obras de Graciano como fuentes para las suyas, citando el Decretum Gratiani. Aunque utilizó esta obra, que trataba del derecho eclesiástico, no parece que se considerara un jurista, y su formación era la de un teólogo. Además, sus años de estudiante fueron anteriores al establecimiento del derecho canónico como disciplina diferenciada en las escuelas europeas. La opinión de Robert sobre los glosadores y su principal obra Glosa Ordinaria era que habían acortado sus glosas hasta tal punto que las hacían ininteligibles. Roberto también era conocido como lógico, y Juan de Salisbury lo nombró uno de los principales disputatores, o persona que utilizaba la retórica y la lógica para debatir en público.
Aunque Roberto condenó a Gilbert de la Porrée junto con Pedro Lombardo, no estaba de acuerdo con la cristología de Lombardo, o con sus opiniones sobre la naturaleza de Jesucristo. Asimismo, aunque no estaba de acuerdo con algunas de las enseñanzas de Abelardo, defendió a éste de las acusaciones de herejía. Sin embargo, Roberto estaba de acuerdo con algunas de las enseñanzas y métodos de Abelardo. En la introducción de las Sententiae se proclama el deseo de Roberto de armonizar los escritos de dos eruditos anónimos, que los escritores modernos han identificado como Hugo de San Víctor y Abelardo.

## Fallecimiento
Robert murió el 27 de febrero de 1167. William fitzStephen, uno de los partidarios de Becket, escribió que Robert murió de pena porque no pudo visitar a Becket en el exilio. Fue enterrado en la catedral de Hereford. Robert gozaba de una buena reputación en Europa por sus conocimientos y su capacidad docente, así como por sus cualidades personales. Antes de su nombramiento en Hereford, Juan de Salisbury lo había elogiado, pero la conducta de Robert durante la controversia de Becket agrió la actitud de Juan hacia su antiguo maestro. Las obras de Roberto se han publicado en cuatro volúmenes, editados por R. M. Martin. Sus documentos episcopales se encuentran en Hereford 1079-1234: English Episcopal Acta Number 7, publicado en 1993.